# Clearfield (Pennsylvania)
Clearfield è un comune (borough) degli Stati Uniti d'America, situato nello stato della Pennsylvania, nella contea di Clearfield, della quale è il capoluogo.